# La Prisonnière d'Antesalem
 (signalé en juillet 2025).
Si vous disposez d'ouvrages ou d'articles de référence ou si vous connaissez des sites web de qualité traitant du thème abordé ici, merci de compléter l'article en donnant les références utiles à sa vérifiabilité et en les liant à la section « Notes et références ».
- Archive Wikiwix
- Bing
- Cairn
- DuckDuckGo
- E. Universalis
- Gallica
- Google
- G. Books
- G. News
- G. Scholar
- Persée
- Qwant
- (zh) Baidu
- (ru) Yandex

La Prisonnière d'Antesalem est le seizième tome de la série de bande dessinée Seuls, écrit par Fabien Vehlmann et dessiné par Bruno Gazzotti, sortie prévue en novembre 2025 aux éditions Rue de Sèvres. Il s'agit du troisième tome du quatrième cycle.